# Допка (Брашов)
Допка (рум. Dopca) насеље је у Румунији у округу Брашов у општини Хогиз. Oпштина се налази на надморској висини од 461 m.

## Становништво
Према подацима из 2002. године у насељу је живело 541 становника.

### Попис2002.
| Расподела становништва по националности 2002.‍ | Расподела становништва по националности 2002.‍ | Расподела становништва по националности 2002.‍ | Расподела становништва по националности 2002.‍ | Расподела становништва по националности 2002.‍ |
| --------------------------------------------- | --------------------------------------------- | --------------------------------------------- | --------------------------------------------- | --------------------------------------------- |
|                                               |                                               |                                               |                                               |                                               |
| Румуни                                        | Румуни                                        |                                               | 140                                           | 25,9%                                         |
| Мађари                                        | Мађари                                        |                                               | 381                                           | 70,4%                                         |
| Роми                                          | Роми                                          |                                               | 20                                            | 3,7%                                          |